# Sân bay quốc tế Quetta

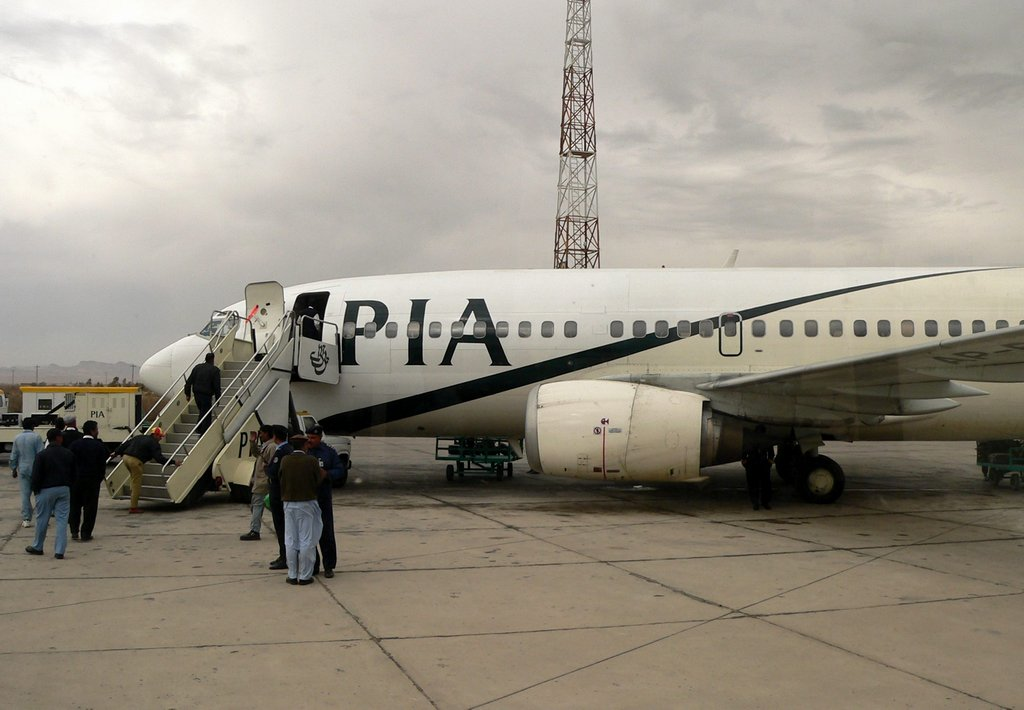
Một chiếc Boeing 737 của hãng PIA tại sân bay quốc tế Quetta

Sân bay quốc tế Quetta (IATA: UET, ICAO: OPQT) là một sân bay ở Quetta, tỉnh lỵ của tỉnh Balochistan, Pakistan. Sân bay này có hai đường băng dài 3648 m và 3658 m rải asphalt.

## Các hãng hàng không và các tuyến điểm

### Nội địa
- Airblue (Karachi)
- Pakistan International Airlines (Gwadar, Islamabad, Karachi, Lahore, Turbat, Zhob)
- Shaheen Air International (Karachi)

### Quốc tế
- Pakistan International Airlines (Dubai, Jeddah)

### Các hãng vận tải hàng hóa
- Askari Aviation